# Su más fiel amigo
Su más fiel amigo (en inglés Old Yeller) a veces abreviado como Fiel amigo, es una película estadounidense del año 1957 perteneciente al género de drama, producida por Walt Disney. Protagonizada por Tommy Kirk, Dorothy McGuire, Fess Parker y Beverly Washburn, cuenta la historia de un niño y un perro callejero en la época posguerra civil de Tejas. La película está basada en el libro ganador del Honor Newbery de 1956 del mismo nombre de Fred Gipson. Gipson también coescribió el guion con William Tunberg. El éxito de la película dio lugar a una secuela, Savage Sam, que también se basó en un libro de Gipson.

## Argumento
En la década de 1860 después de la Guerra Civil de Texas, Jim Coates se va a trabajar conduciendo ganado, dejando atrás a su esposa Katie, su hijo mayor Travis y su hijo menor Arliss.
Mientras Jim está ausente, Travis parte a trabajar al campo de maíz, donde encuentra un perro a quien llama "El viejo Yeller", una mezcla de Golden Retriever. Fue llamado así porque "yeller" es una pronunciación dialectal de amarillo y el hecho de que su ladrido suena más como un grito humano. Travis intenta alejar al perro sin éxito, pero a Arliss le gusta y lo defiende de Travis. Sin embargo, el hábito del perro de hurtar carne de ahumaderos y robar los nidos de las gallinas no hace que Travis lo quiera.
Más tarde, Arliss intenta capturar un oso negro dándole un pan de maíz y agarrándolo. La enojada madre osa escucha a su cachorro llorar y ataca, pero el viejo Yeller aparece y la hace huir, ganándose el afecto de la familia. Travis crece para amar y respetar al viejo Yeller, quien llega a tener un profundo efecto en la vida del niño.
El dueño del viejo Yeller, Burn Sanderson, aparece buscando a su perro, pero se da cuenta de que lo necesitan más que él y acepta cambiarlo a Arliss a cambio de un Lagarto cornudo del desierto y una comida casera. Sanderson lleva a Travis a un lado y le advierte sobre la creciente plaga de rabia.
Un día, Travis se prepara para atrapar cerdos salvajes. Siguiendo el consejo de Bud Searcy, se sienta en un árbol, tratando de enlazarlos desde arriba, mientras el viejo Yeller evita que se escapen. Travis cae en el grupo de cerdos, uno de los cuales le hiere. El viejo Yeller ataca al cerdo y rescata a Travis, quien escapa con una pierna lastimada. El viejo Yeller está gravemente herido también. Searcy les advierte de la rabia en el área y es reprendido por Katie por tratar de asustar a Travis. Los cerdos no tenían rabia y tanto Travis como el viejo Yeller se recuperaron por completo.
Sin embargo, la familia pronto se da cuenta de que su vaca, Rose, no ha permitido que su ternero se alimente y puede tener rabia. Al verla tropezar, Travis lo confirma y le dispara. Mientras Katie y Lisbeth Searcy queman el cuerpo esa noche, de repente son atacados por un lobo rabioso. El grito de Katie alerta a Travis, quien sale corriendo con un rifle, justo a tiempo para ver al Viejo Yeller defender a la familia. Travis logra disparar y matar al lobo, pero no antes de que este muerda al viejo Yeller en el combate. Encierran al viejo Yeller en el granero para observarlo y registrar su progreso, esperando que no se vea afectado. Al principio, parece agradable y saludable; pero una noche, cuando Travis va a alimentarlo, le gruñe ferozmente. Después de que casi ataque a Arliss, quien, ajeno al peligro, había intentado abrir el granero, un afligido Travis se ve obligado a dispararle de mala gana para evitarle sufrimientos. Al hacerlo, da su primer paso hacia el mundo adulto.
Con el corazón roto por la muerte de su amado perro, Travis rechaza la oferta de un nuevo cachorro engendrado por Su más fiel amigo. Jim llega a casa con una bolsa llena de dinero y regalos para su familia. Tras conocer el destino del viejo Yeller de parte de Katie, le explica a Travis los hechos sobre la vida y la muerte. Cuando regresan a la granja, el joven cachorro roba un trozo de carne, un truco que aprendió de su padre. Travis lo adopta, nombrándolo "Joven Yeller" en honor a su padre.

## Reparto
- Fess Parker como Jim Coates.
- Dorothy McGuire como Katie Coates.
- Tommy Kirk como Travis Coates.
- Kevin Corcoran como Arliss Coates.
- Jeff York como Bud Searcy.
- Beverly Washburn como Lisbeth Searcy.
- Chuck Connors como Burn Sanderson.
- Spike como el viejo Yeller (Amarillo en España).

## Adaptación a historieta
La película fue adaptada en una historieta del año 1957 publicada por Dell Comics. Era el número 869 de la serie de cómics Four Colour, y se reimprimió en el año 1965.

## Recepción y legado
Bosley Crowther el 26 de diciembre de 1957, en el New York Times elogió a los artistas de la película y la calificó como «una linda foto familiar» que era una «delicada transcripción a la la pantalla del delicado libro infantil de Fred Gipson». Dijo que la película era una «pequeña, cálida y atractiva historia rústica [que] se desarrolla en hermosas fotografías a color. Sentimental, sí, pero también robusta como un palo de nogal».
La película pasó a convertirse en una película cultural importante para los baby boomers, con la muerte de Su más fiel amigo, en particular, siendo recordado como una de las escenas más llorosas de la historia del cine. Actualmente tiene una calificación de 100% en Rotten Tomatoes. Un crítico lo citó como "entre los mejores, sino el mejor" de los filmes de un niño y un perro. La crítica de Jeff Walls dice:
Su más fiel amigo, al igual que El mago de Oz y La Guerra de las Galaxias, se ha convertido en algo más que una simple película, se ha convertido en parte de nuestra cultura. Si vas por ahí preguntando al azar, te será difícil encontrar a alguien que no conozca la historia de Su más fiel amigo, no haya disfrutado o llorado con ella. El final de la película se ha vuelto tan famoso como cualquier otro en la historia del cine».
La película fue relanzada en 1965 y obtuvo un estimado de $ 2 millones en compras en América del Norte.
En la versión original sin doblaje de La Máscara (película) en la escena donde le disparan y finge su agonía, hace mención a Old Yeller.

### Menciones en series
- En American Dad, Stan referencia a la película diciendo que un niño se parece a Travis y que lo acompañara a matar a su perro. El niño dice no tener perro; Stan dice que irán por un perro y luego lo mataran.
- En Friends, Phoebe no sabía que mataban a Old Yeller pues su madre no permitía que viera la película completa.
- En el 12.º episodio de la 5.ª temporada de Breaking Bad, «Rabid dog» («Perro rabioso»), Saul habla sobre Old Yeller y dice cómo el pequeño Timmy tuvo que actuar cuando Old Yeller contrajo rabia. Timmy fue el protagonista en el show de Lassie, mientras que Travis fue el protagonista en Old Yeller.